# Oerkhaussee
Das 26 ha große Naturschutzgebiet Oerkhaussee mit der Kennung ME-015 liegt auf den Stadtgebiet der Stadt Hilden im Kreis Mettmann – zwischen dem Garather Forst im Westen und Hilden-Süd im Osten. Im Norden tangiert der Garather Mühlenbach das große Naturschutzgebiet und südlich bildet der Örkhausgraben die Grenze.

## Beschreibung
Laut Fachinformation des Landesamtes für Natur, Umwelt und Verbraucherschutz in NRW handelt es sich bei dem Gebiet um

„eine ehemalige Kiesabgrabung mit sehr klarem Wasser. Die Unterwasservegetation ist mit Rasen von Armleuchteralgen und submersen Wasserpflanzen gut ausgebildet. Im Süden sind lokal auch Schwimmblattpflanzen vorhanden.
Die älteren Steilufer im Süden, Westen und Osten sind mit Pappeln, Erlen und Weiden bestanden. Im Osten sind große Uferbereiche als periodisch trockenfallende Flachwasserzonen durch kleine Wälle vom Rest des Sees abgegrenzt, an deren Rändern sich Röhricht und Hochstaudenfluren entwickelt haben. Daran schließt sich eine größere, sandig-kiesige gehölzarme Fläche mit Pionier- und Trockenrasen-Elementen sowie einem Kleingewässer an. Der Bereich wird regelmäßig freigestellt.
Die westlich an den See angrenzenden Waldflächen sind mit Ahorn- und Fichten-Mischwald bestanden. Das Gelände ist vollständig eingezäunt.
Für Zweidrittel des Ufers besteht ein Betretungs- und Angelverbot. Das Gewässer darf nicht mit Booten befahren werden. Am Nordufer sind einige Anglerstege vorhanden. Das Gewässer ist aufgrund der gutem Wasserqualität und der gut ausgebildeten Unterwasservegetation mit Armleuchteralgen ein Natura-2000-Lebensraumtyp der oligo- bis mesotrophen kalkhaltigen Stillgewässer. An Flachwasserbereichen im Osten kommt lokal der Sechsmännige Tännel vor, der für die Niederrheinische Bucht in der Roten Liste 2010 als verschollen und für NRW als stark gefährdet verzeichnet ist.
Dem See kommt als störungsarmer Brut- und Überwinterungsbiotop für seltene Wasservogelarten wie Kormoran, Haubentaucher, Tafel- , Schnatter- und Reiherente eine große Bedeutung zu. Im Winter nutzen Gänse und Zwergsäger sowie Schellenten das Gewässer.
Die Flachwasserzonen und Kleingewässer sind für Amphibien von großer Bedeutung und eine potentieller Lebensraum für die seltene Kreuzkröte. Die offenen Sand- und Kiesflächen sind ein potentieller Lebensraum für die gefährdete Zauneidechse. Das Gebiet ist Teil des Biotopverbundes mehrerer Abgrabungsgewässer und ein Trittsteinbiotop in der Vernetzung lokaler Populationen sowie als Rast- und Ausweichhabitat für durchziehende und überwinternde Wasservögel. Hauptentwicklungsziel ist das Offenhalten der kiesig-sandigen Böschungen, Ufer- und Flachwasserbereiche. Die nicht standortgerechten Gehölze sollen durch heimische Gehölze ersetzt werden.“

Der Landschaftsplan untersagt die Erholungsnutzung. Das Gebiet für die Öffentlichkeit nicht zugänglich und hermetisch abgezäunt. Lediglich von der Vogelbeobachtungsstation an dem südöstlichen Eckpunkt des Sees erhält man einen kleinen Ausblick auf den See.

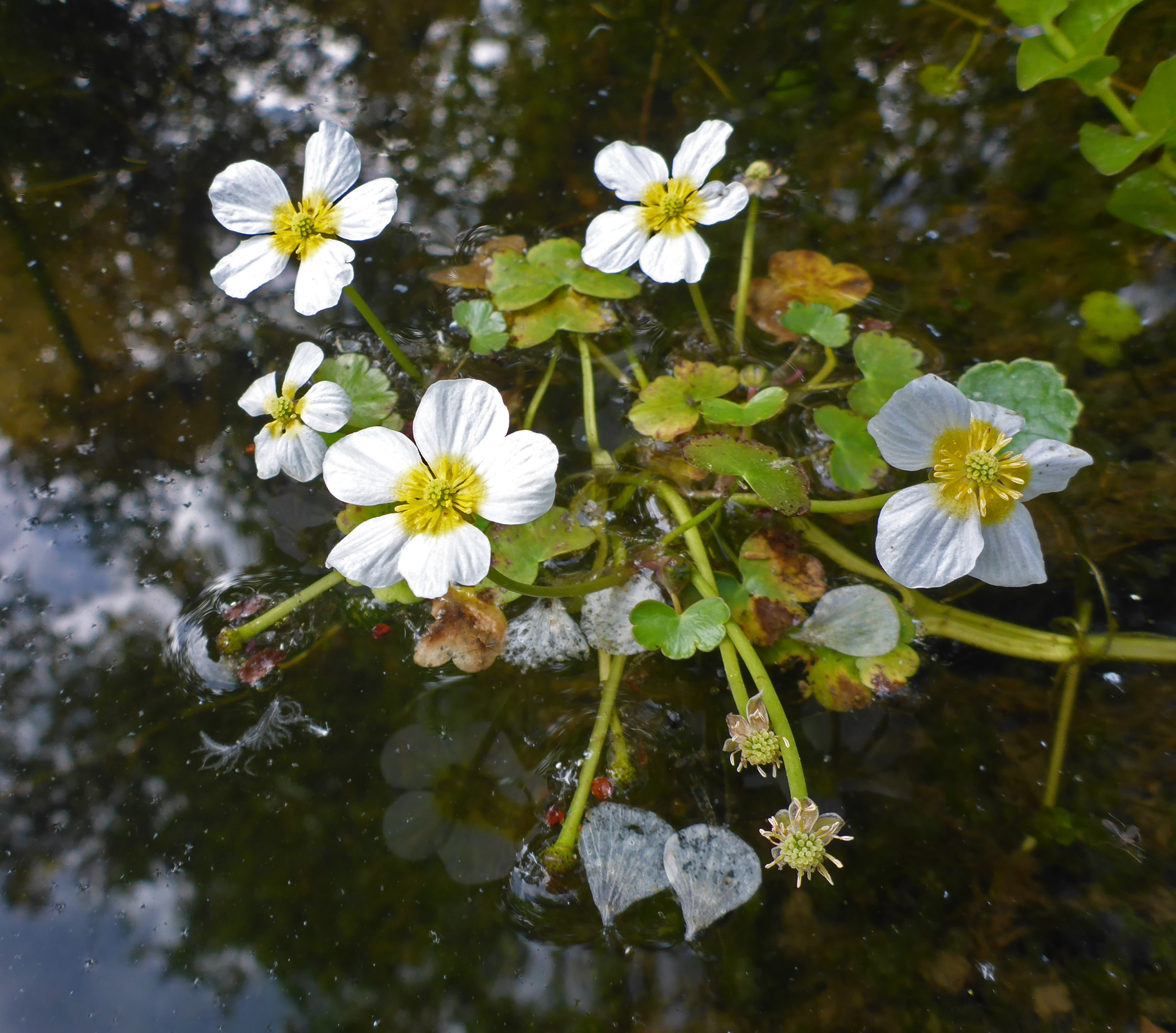
Gefährdet in unbekanntem Ausmaß: Wasserhahnenfuß (Ranunculus aquatilis)
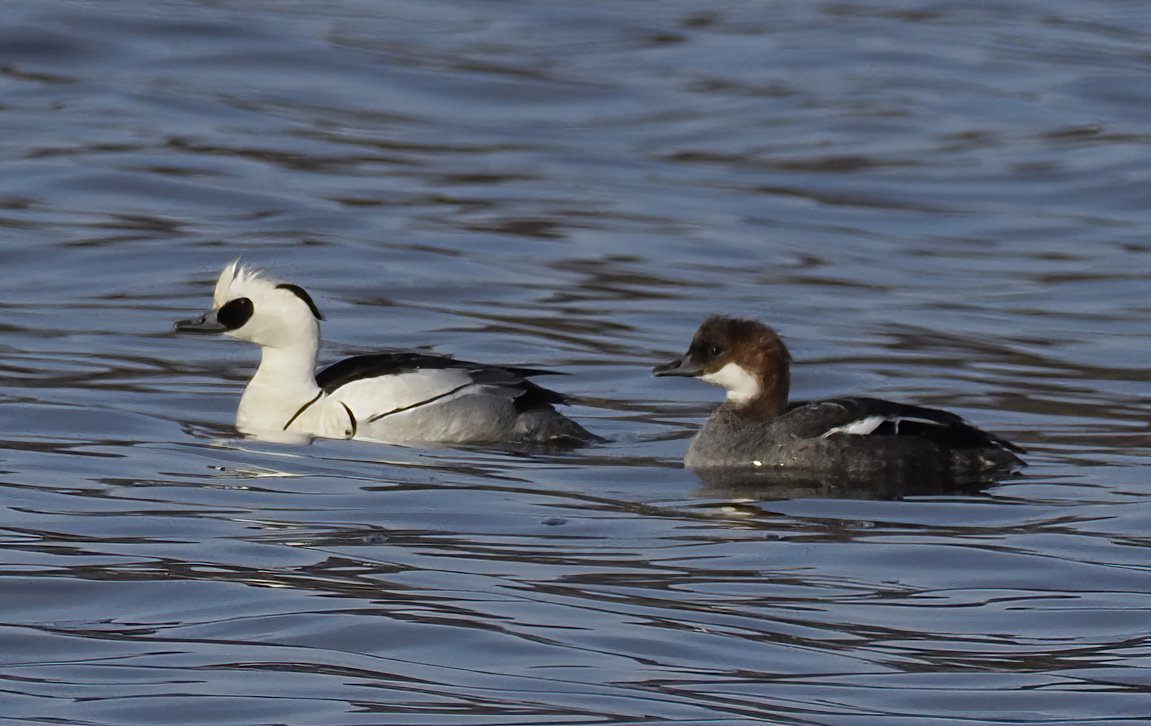
Zwergsäger (Paar) (Mergellus albellus)
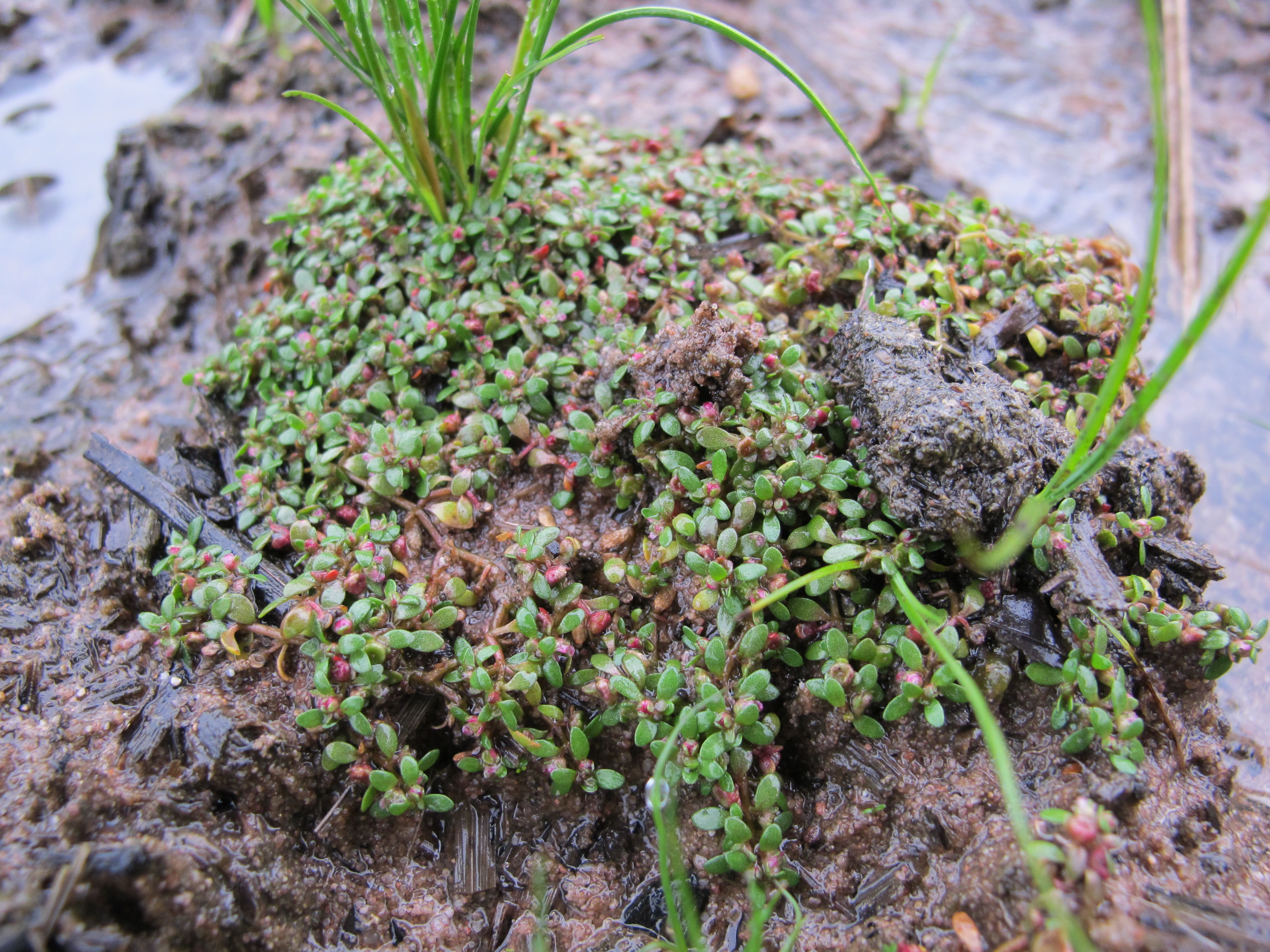
Winzige Rarität am Oerkhaussee: Sechsmänniger Tännel
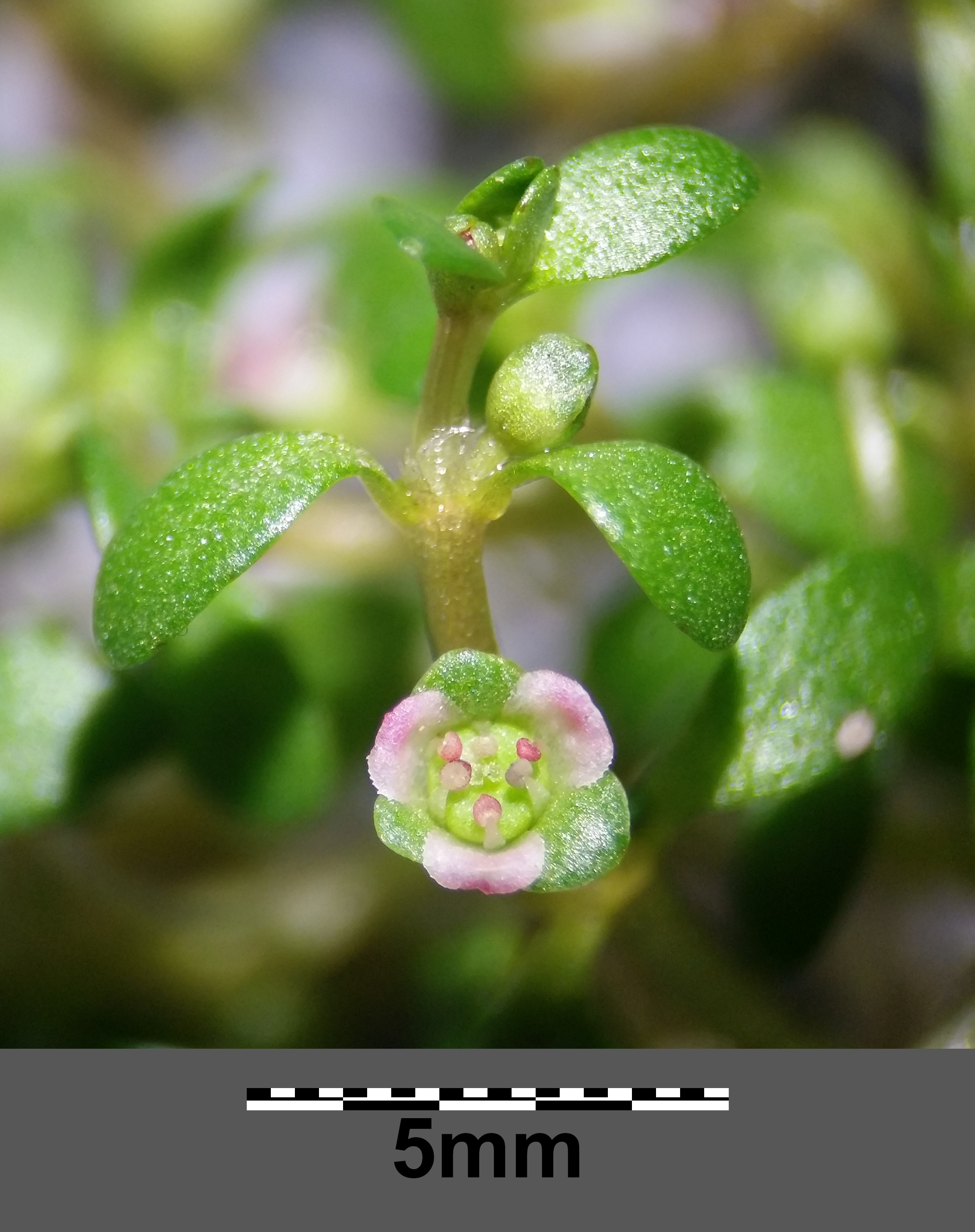
Sechsmänniger Tännel in Nahaufnahme (6 Staubblätter umrahmt von 3 rosa Blütenblätter)
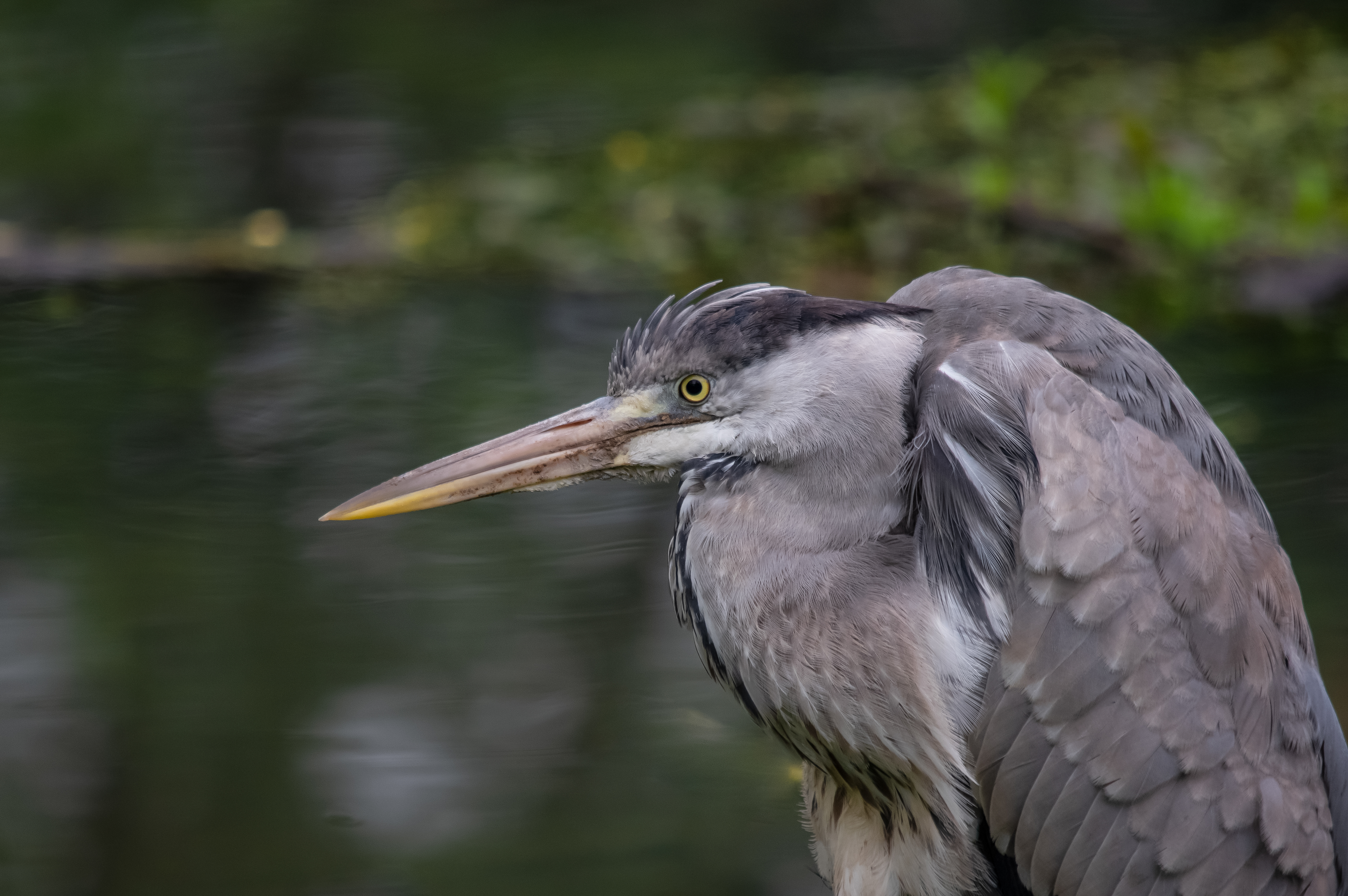
Graureiher (Ardea cinerea)
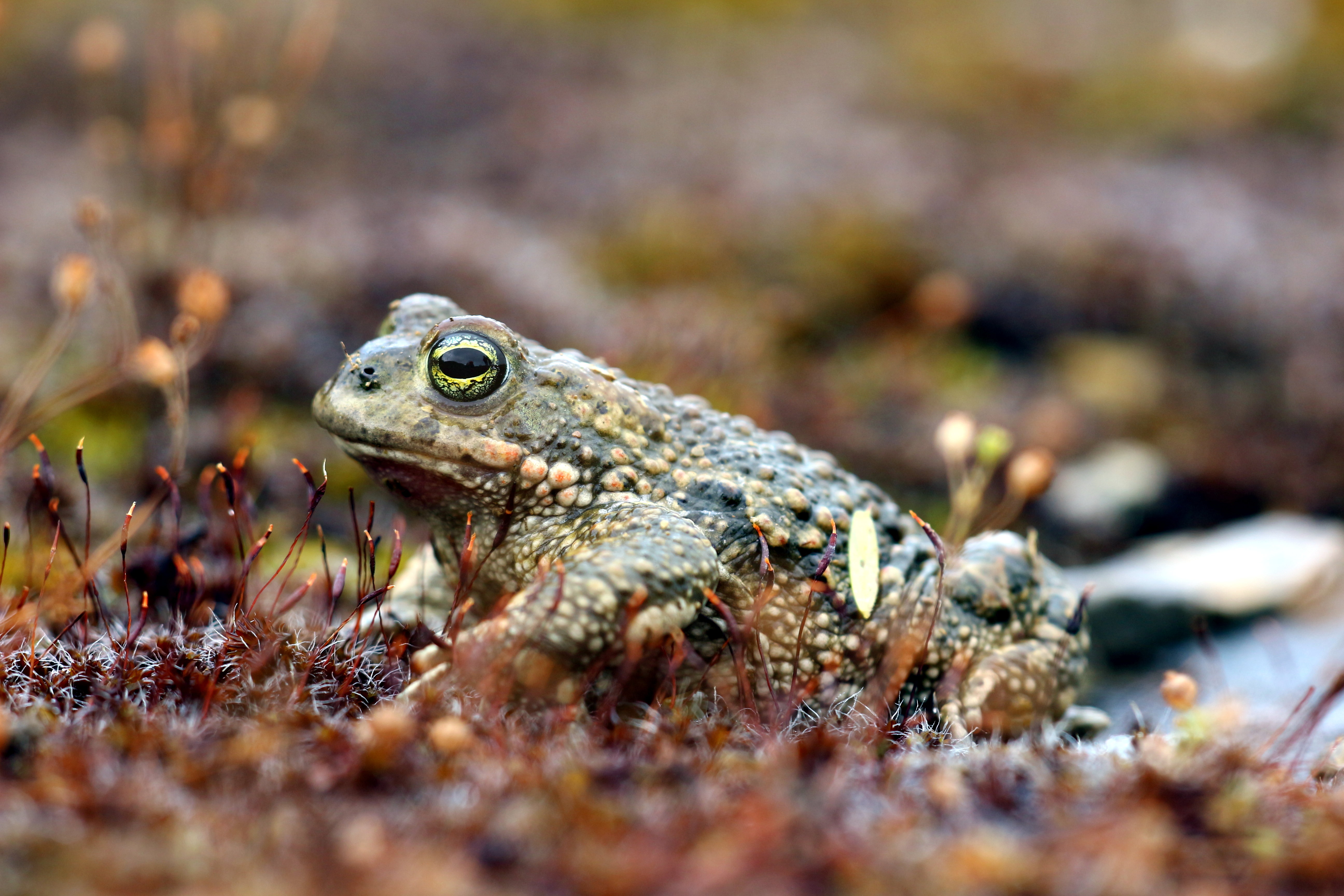
Kreuzkröte (Epidalea calamita) liebt warme, flache Tümpel in Abgrabungen
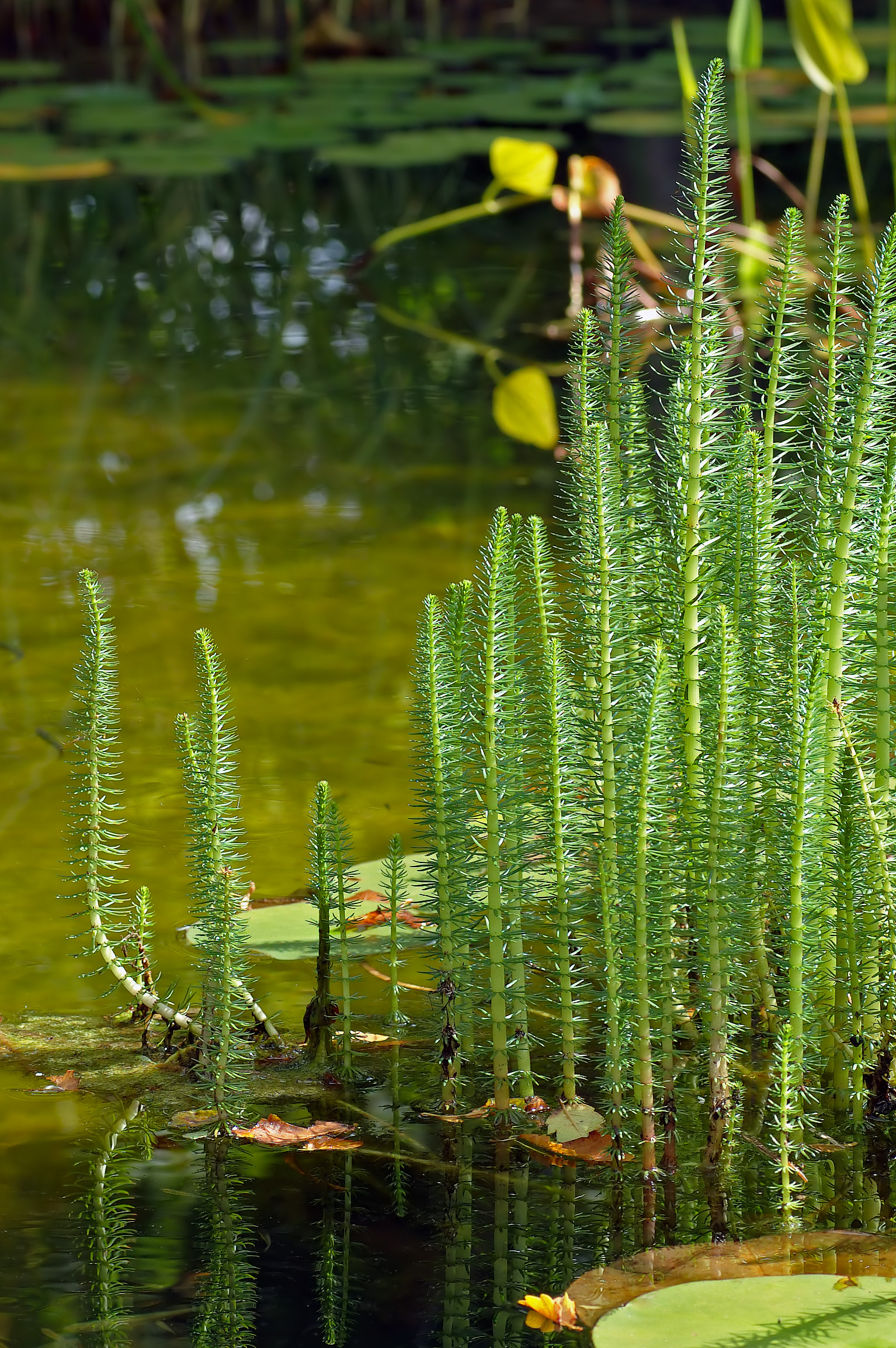
Gewöhnlicher Tannenwedel